# 1975年瀬戸内海の火球
1975年瀬戸内海の火球（1975ねん せとないかいのかきゅう）は、1975年に、岡山県、香川県で目撃された火球である。瀬戸内海大火球（せとないかいだいかきゅう）とも呼ばれる。
1975年11月13日の17時ごろ、周囲を真昼のように明るく照らす火球が、岡山県から備讃瀬戸上空に、香川県の方向に飛行するのが目撃された。
倉敷天文台の本田実らが、情報収集を行い、香川県仲多度郡多度津町の高見島の東方上空10kmで消滅し、隕石はその南方の瀬戸内海に落下したと推定された。その後、3年間ほど海底の隕石の捜索が行われたが、隕石を発見することはできなかった。

## 参考
- 「藤井旭が見に行く 隕石落下地めぐりの旅にでかけよう3」藤井旭、天文ガイド2010年8月号